# Galerie nationale d'Art ancien (Rome)
La galerie nationale d’Art ancien (en italien : Gallerie nazionali d'Arte antica) est une galerie de peintures fondée en 1895 à Rome. Elle est restée pendant longtemps au palais Corsini ; ce n'est que depuis les années 1950 qu'elle est divisée entre les palais Corsini et Barberini.
Les collections comprennent des œuvres majeures de la peinture italienne et européenne dont La Fornarina de Raphaël, Judith décapitant Holopherne et Saint Jean-Baptiste du Caravage, L'Amour divin et l'Amour profane de Giovanni Baglione, un portrait d'Henri VIII par Hans Holbein le Jeune, un portrait d'Érasme par Quentin Metsys, Et in Arcadia ego du Guerchin ; sans compter les peintures de Gian Lorenzo Bernini, du Pérugin, de Nicolas Poussin, de Giulio Romano, du Tintoret et du Titien.
Dans les caves du palais, un autel dédié à Mithra (un Mithraeum) a été découvert. Il date probablement du IIe siècle.

## La collection du palais Barberini
- Raphaël : La Fornarina (1518-1519)
- Lorenzo Lotto : Le Mariage mystique de sainte Catherine (1524)
- Le Pérugin : Saint Jérôme pénitent (1480-1485)
- Bronzino : Portrait de Stefano Colonna (1546)
- Hans Holbein : Portrait de Henri VIII (1540)
- Quentin Metsys : 
  - Portrait d'Erasme (1517)
  - Portrait de Pieter Gillis
  - Judith
- Fra Filippo Lippi :  
  - Vierge de Tarquinia (1437)
  - Annonciation aux deux donateurs agenouillés (1440)
- Piero di Cosimo : Marie Madeleine lisant (1501)
- Titien : Vénus et Adonis (1560)
- Bartolomeo Veneto : Portrait de gentilhomme
- Bartolomeo Passarotti : Les Bouchers (1575-1580)
- Le Caravage : 
  - Judith décapitant Holopherne (1597-1600)
  - Narcisse (1597-1599 ; attribution contestée)
- Andrea Sacchi : La Vision de saint Romuald (1631-1632)
- Il Garofalo : L'Ascension du Christ
- Le Guerchin : Et in Arcadia ego (1618-1622)
- Cesare Gennari : Allégorie de la peinture
- Carlo Saraceni : Saint Grégoire le Grand
- Giovanni Baglione : L’Amour sacré et l’Amour profane
- Valentin de Boulogne : Les Marchands chassés du Temple
- Luca Giordano : Cratès
- Simon Vouet : La Diseuse de bonne aventure (1617)

## La collection du palais Corsini

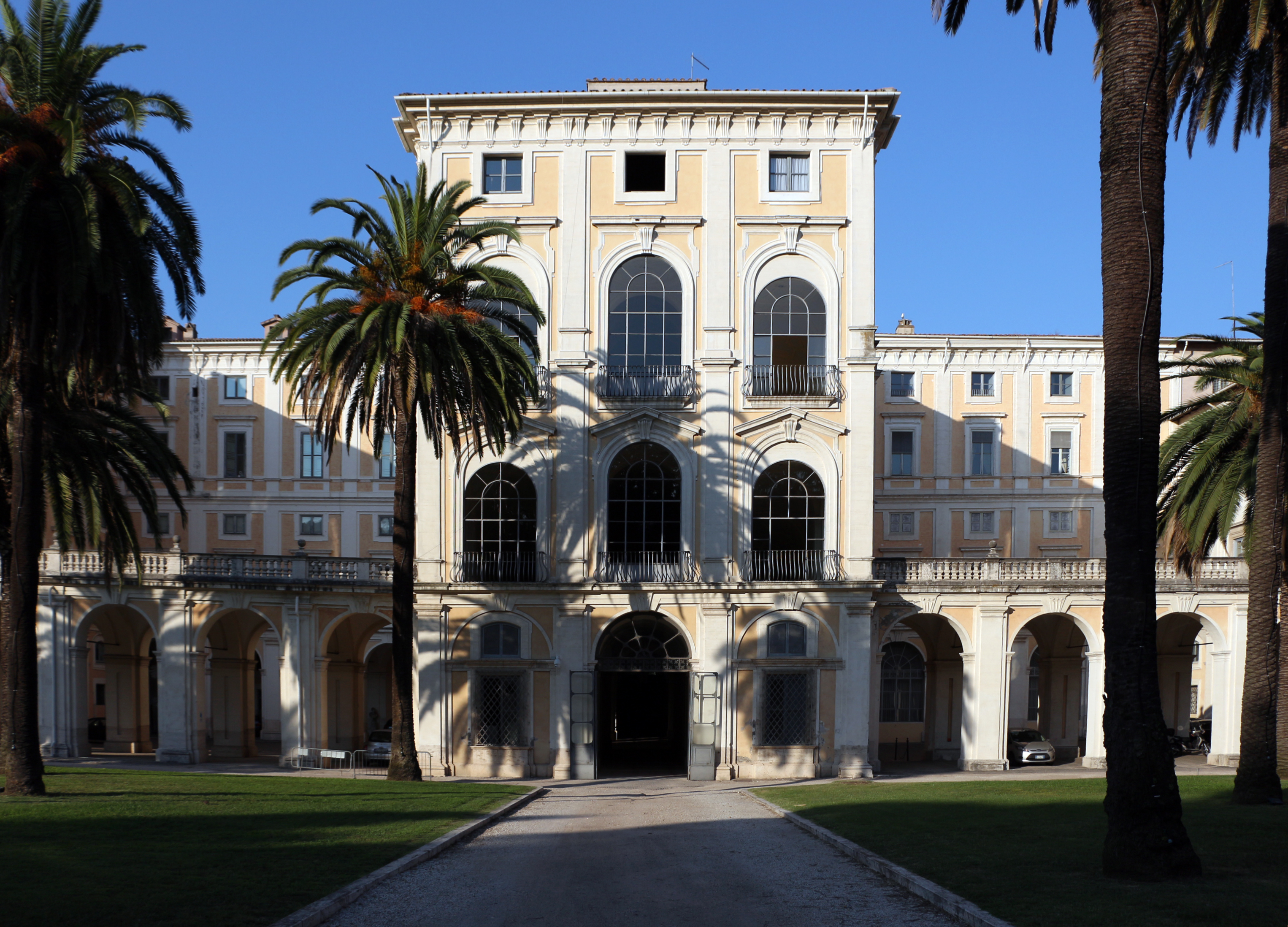
Palazzo Corsini

- Fra Angelico : Le Triptyque du Jugement dernier (1450)
- Jacopo Bassano : L’Adoration des bergers
- Murillo : Vierge à l'Enfant
- Le Caravage : Saint Jean-Baptiste (v.1604)
- Rubens : Saint Sébastien soigné par les anges (1602-1603)
- Francesco Trevisani (1656–1746) : Martyre de saint Laurent, Martyre de sainte Lucie, Vierge affligée et Marie-Madeleine

## Galerie

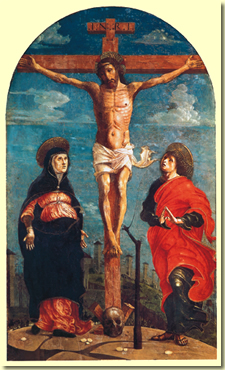
Bernardino Butinone, Crucifixion.
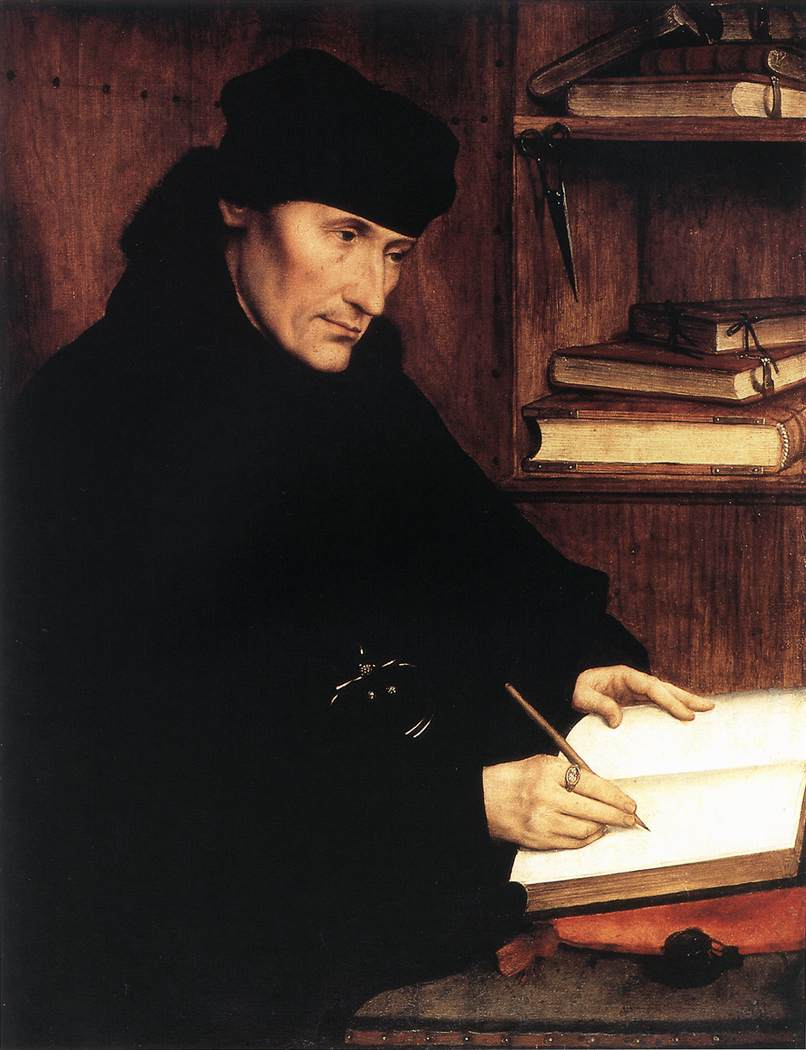
Quentin Metsys, Portrait d'Érasme, 1517.
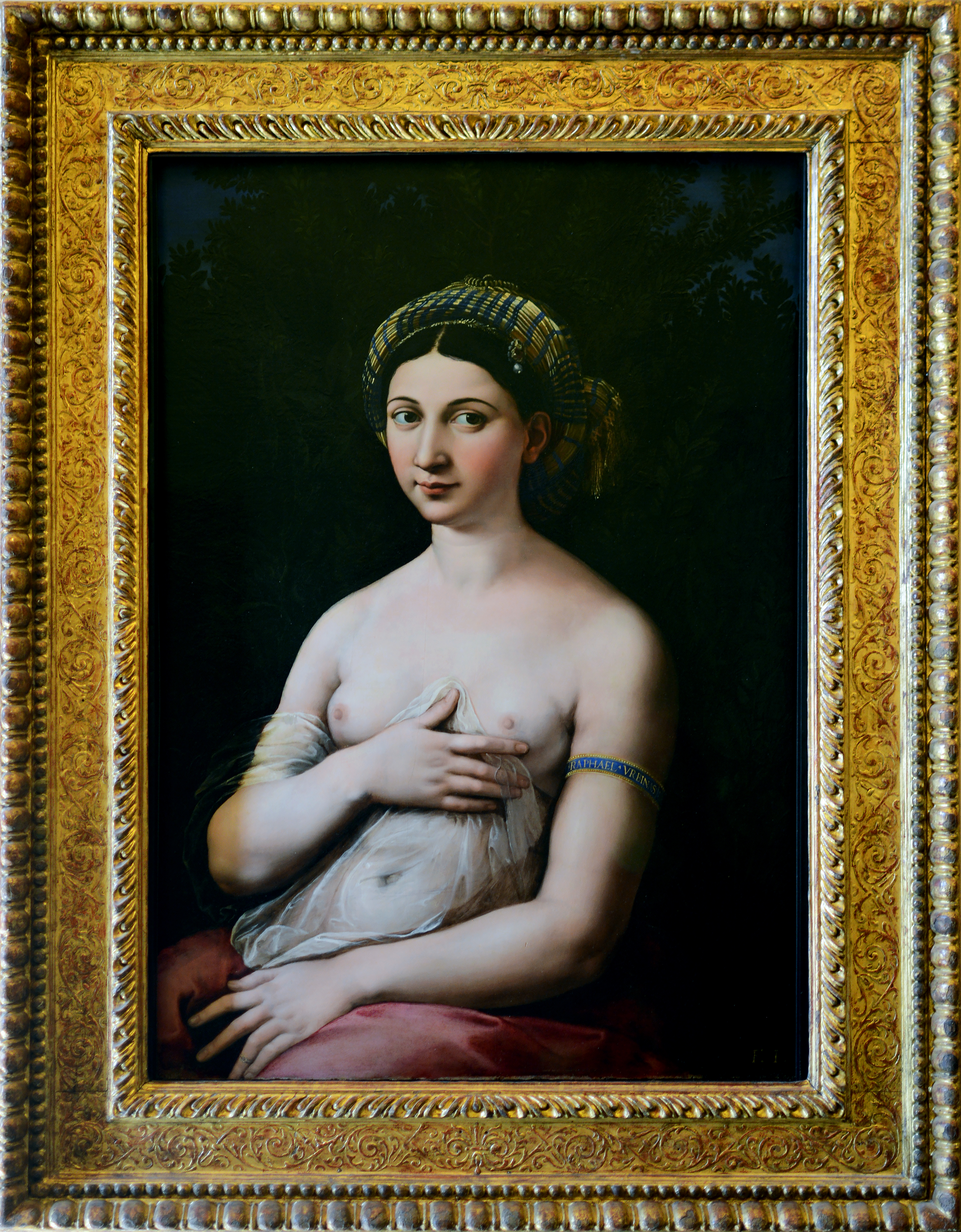
Raphaël, La Fornarina 1520.
Giulio Romano, Madone et enfant, 1523.
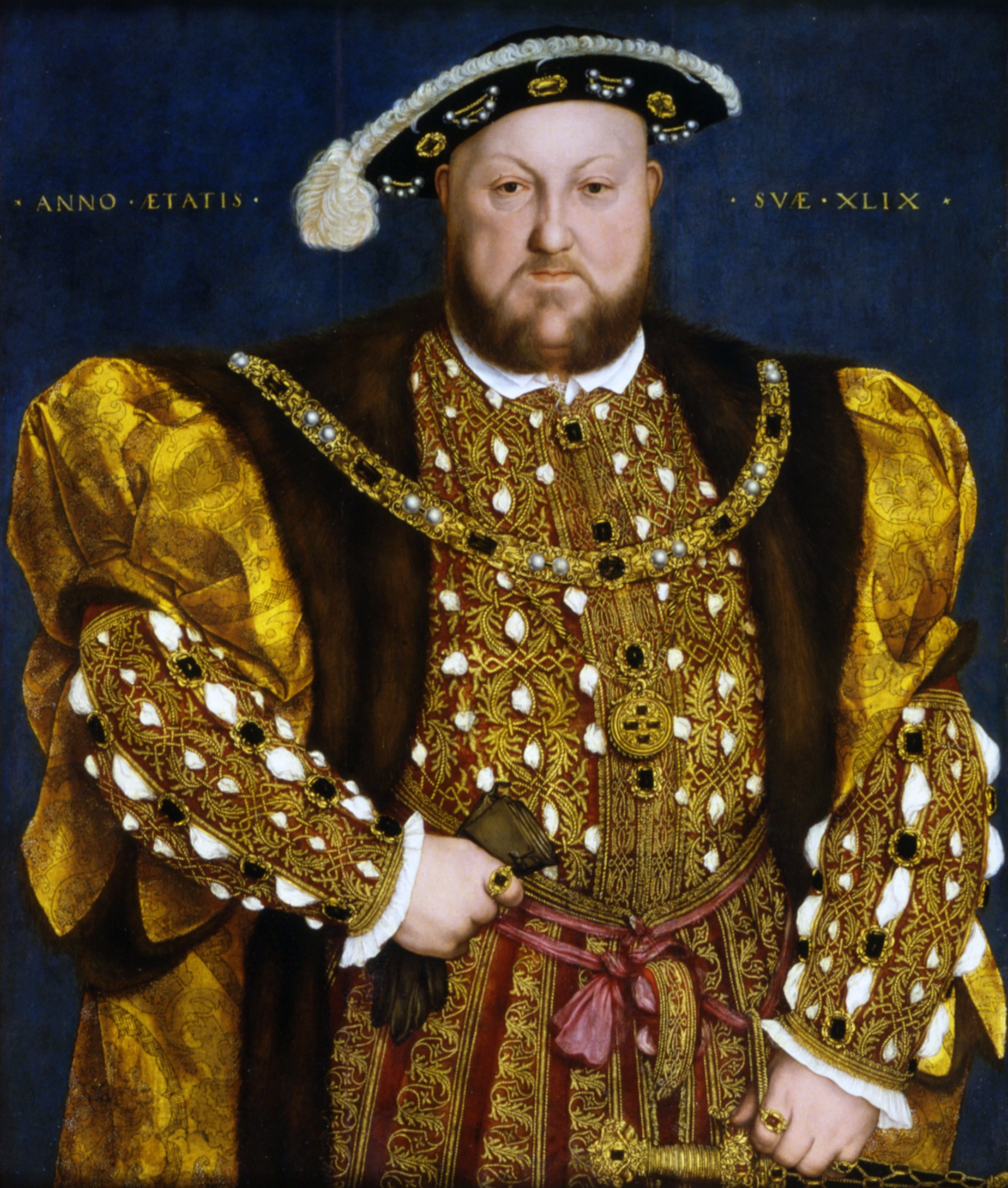
Hans Holbein, Portrait d'Henri VIII, 1540.
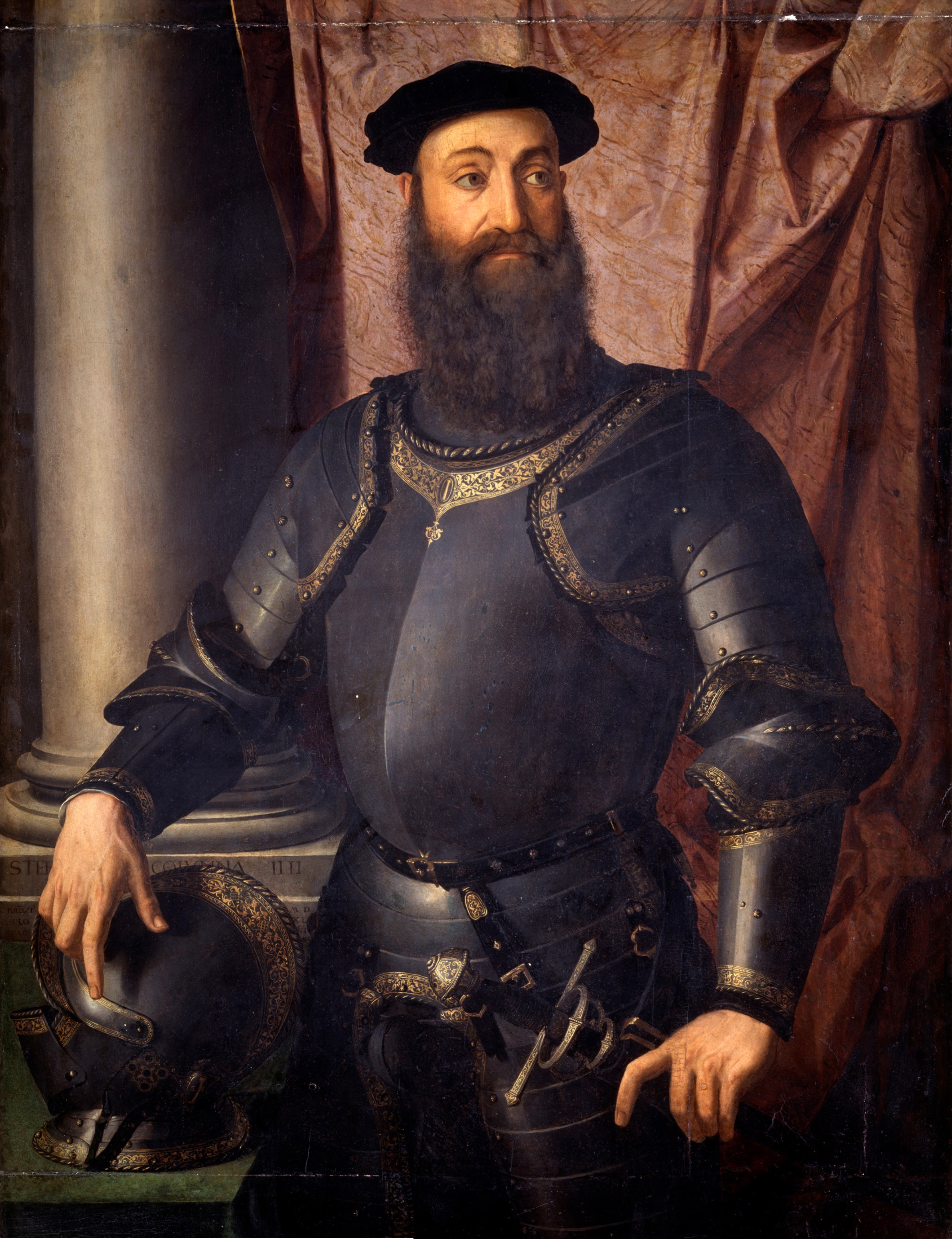
Bronzino, Portrait de Stefano Colonna, 1546.
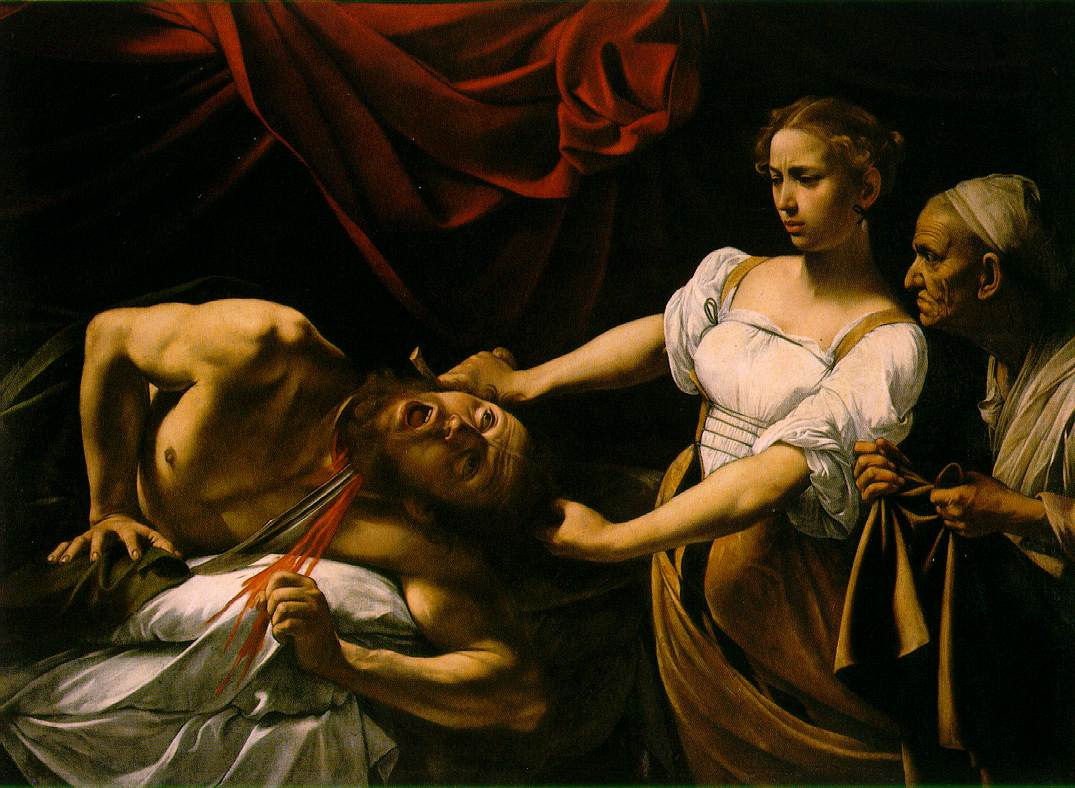
Le Caravage, Judith décapitant Holopherne, 1598.
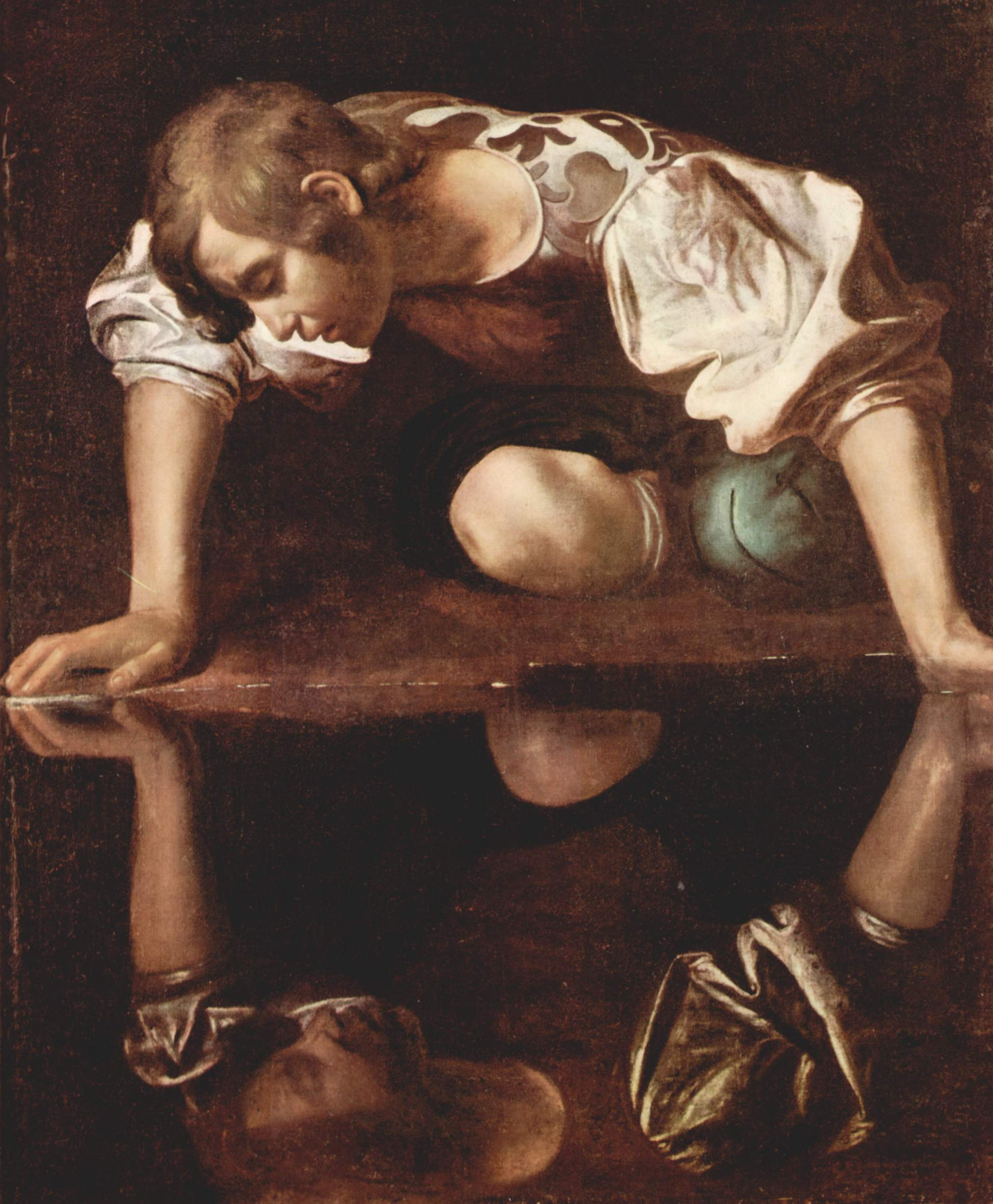
Le Caravage (?), Narcisse, 1599.
Giovanni Baglione, L’Amour divin et l’Amour profane, 1603.
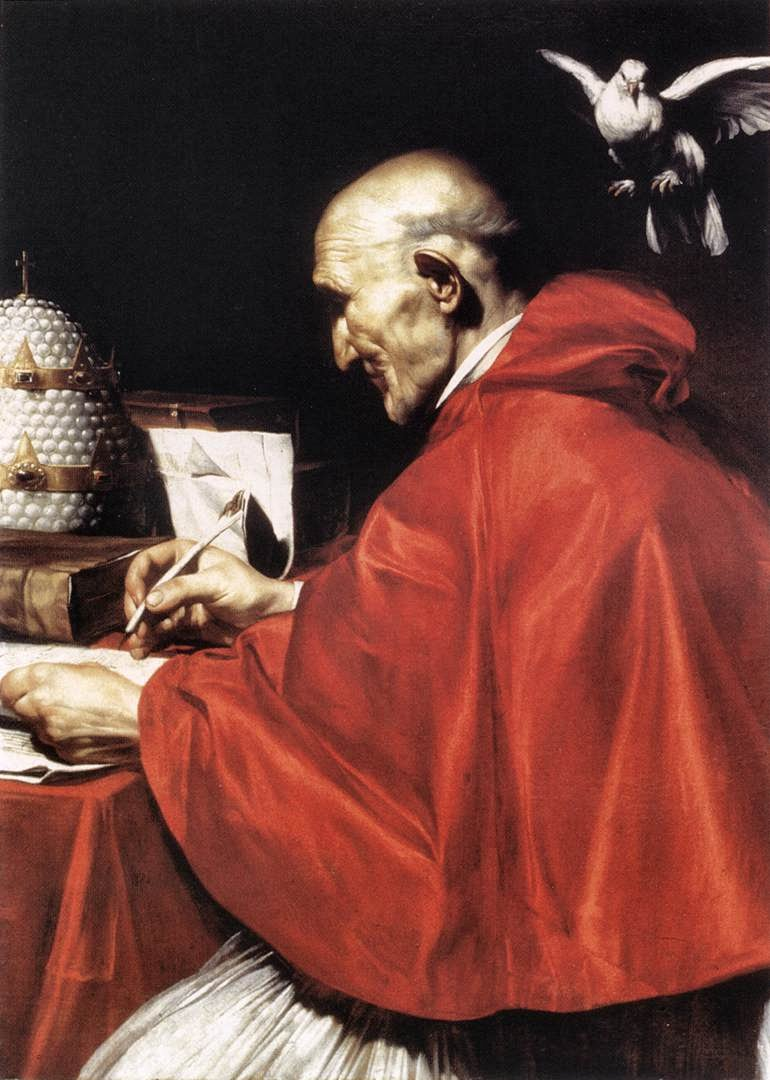
Carlo Saraceni, Grégoire Ier, 1610.
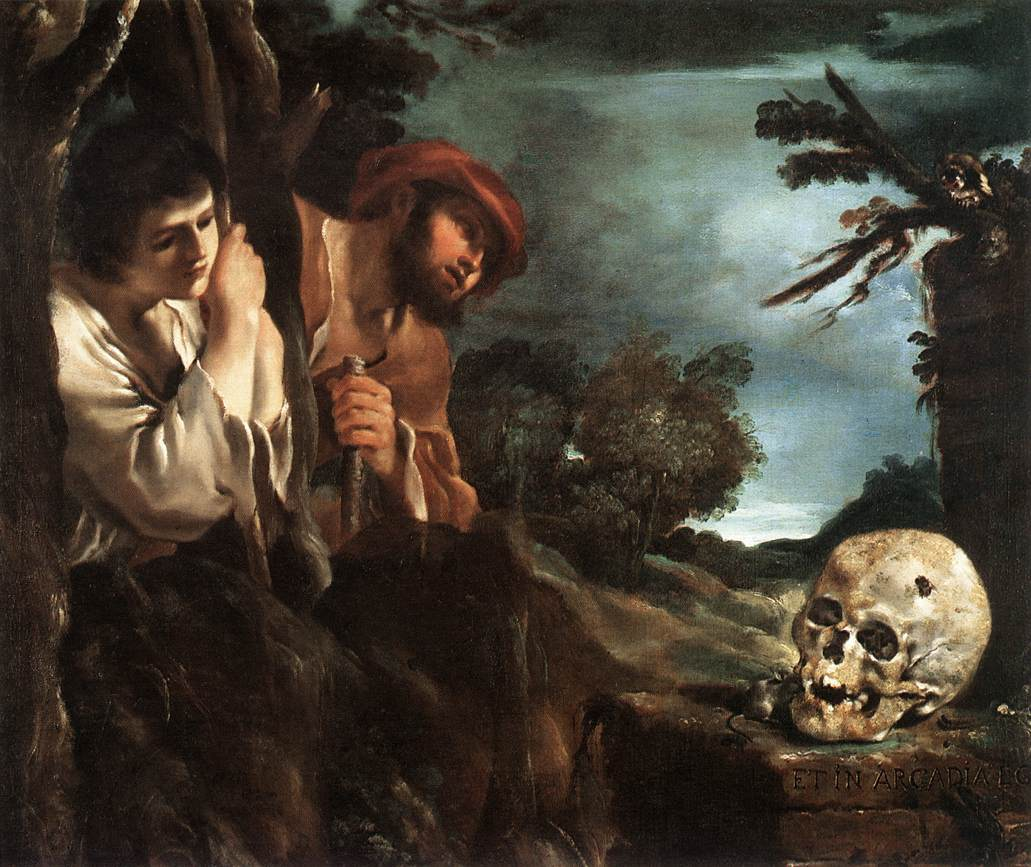
Le Guerchin, Et in Arcadia ego, 1628.